# Christopher Heyerdahl
Christopher Heyerdahl, född 18 september 1963 i British Columbia, Kanada, är en kanadensisk skådespelare känd bland annat för rollerna som Bigfoot och John Druitt i Sanctuary, Marcus i The Twilight Saga: New Moon och The Twilight Saga: Breaking Dawn - Part 1, "The Swede" i Hell on Wheels och Dieter Braun i True Blood.
Han debuterade i ett avsnitt av  21 Jump Street 1987.

## Bakgrund
Hans far, som är kusin till Thor Heyerdahl, emigrerade från Norge på 1950-talet.

## Filmografi i urval
- 1987 – 21 Jump Street (TV-serie) - Jake, gästroll i ett avsnitt
- 1994 – Highlander III: The Sorcerer - Ponytail
- 2008 – Stargate: Atlantis (TV-serie) - Todd och Halling
- 2008 – Sanctuary (TV-serie) - Bigfoot och John Druitt
- 2012 – True Blood (TV-serie) - Dieter Braun
- 2012 – Hell on Wheels (TV-serie) - The Swede (Thor Gundersen)
- 2015 –  The calling - Simon
- 2022 – Under the Banner of Heaven (TV-serie)